# Thorvald Rischel
Richard Thorvald Valdemar Rischel  (23. december 1861 – 29. april 1939) var en dansk ingeniør, driftsbestyrer ved Kalvehavebanen og guitarist. Han er især kendt for sin store samling af guitarnoder, som befinder sig på Det Kongelige Bibliotek og er tilgængelig online – lige til at se på skærmen og skrive ud.
Rischel var elev af den fremmeste guitarist i Danmark i 1800-tallets slutning, komponisten og fotografen Søffren Degen (1816-1885). Derudover spillede han bl.a. sammen med kantoren ved Holmens Kirke, komponisten og pædagogen Adolph Julius Eggers og med den tyske komponist, professor Georg Meier. Rischel trådte sjældent offentligt frem med sit spil, men f.eks. ved Cæciliaforeningen (København) mindefest for Henrik Rung i 1907 ses hans navn i programmet sammen med bl.a. Eggers og frue, Frederik Rung og Frederik Birket-Smith.
Rischels store samling af musik for guitar indeholder trykte noder og noder i håndskrift, hovedsagelig musik for solo guitar samt kammermusik for guitar og et eller flere andre instrumenter. Samlingen er opbygget sammen med eleven Frederik Birket-Smith og består af ca. 1.100 trykte værker og 500 håndskrifter, de fleste afskrifter. De ældste udgaver er to værker af B. Vidal fra ca. 1785, de fleste af resten er af 1800-tals komponister, bl.a. Augado, Call, Carcassi, Carulli, Napoleon Coste, Giuliani, Küffner, Mertz, Pettoletti og Fernando Sor. Også komponister fra det 20. århundrede er repræsenteret, bl.a. Pujol.
Det lykkedes Rischels at påvise, at en kvartet af Franz Schubert for fløjte, bratsch, guitar og cello (Deutsch II.2), som blev fundet i 1918, er en bearbejdelse af den tjekkiske komponist Wenceslaus Matiegkas trio Notturno pour flute, viole et guitare, opus 21, som udkom første gang i Wien i 1807, og hvoraf det eneste kendte eksemplar var i Rischels besiddelse. Derudover skrev han artikler om Napoleon Coste, om guitarens historie i Danmark og om guitarens mensur.